# Creugas bicuspis
Creugas bicuspis là một loài nhện trong họ Corinnidae.
Loài này thuộc chi Creugas. Creugas bicuspis được Frederick Octavius Pickard-Cambridge miêu tả năm 1899.